# A fal (film, 2017)
A fal (eredeti cím: The Wall) 2017-ben bemutatott amerikai háborús filmthriller, amelyet  Dwain Worrell forgatókönyvéből Doug Liman rendezett. A főbb szerepekben Aaron Taylor-Johnson és John Cena látható.
Az Amazon Studios gyártásában készült filmet 2017. május 12-én mutatta be a Roadside Attractions. Általánosságban vegyes értékeléseket kapott a kritikusoktól. 3 milliós költségvetésével szemben összesen 4,5 millió dolláros bevételt ért el.

## Cselekmény
Az iraki háború végén az amerikai hadsereg törzsőrmesterét, Shane Matthews mesterlövészt és megfigyelőjét, Allen Isaac őrmestert egy iraki sivatagban lévő építkezési területre küldik. A helyszínen a kivitelezők és a biztonsági őrök mind egy orvlövész áldozatául estek.
A páros 22 órán keresztül megfigyeli a terepet, mielőtt megbizonyosodnának annak biztonságos voltáról. Matthews megvizsgálja a helyszínt, de egy Juba becenévre hallgató, hírhedt iraki mesterlövész lelövi. Isaac próbálja megmenteni a haldokló Matthewst, de ő is megsebesül a jobb térdén, a támadásban megrongálódik a rádiója és a vizes palackja is használhatatlanná válik.
Isaac egy ingatag fal mögé vonul fedezékbe és ellátja sebeit. Az iraki mesterlövész az amerikai csatornára hangolta rádióját, és azon keresztül kommunikál Isaac-kel, önmagát egy másik helyszínen lévő magas rangú szövetséges katonának kiadva. A megtévesztés révén Juba több információkat szerez Isaac helyzetéről. Beszélgetéseik során a mesterlövész azt állítja, ő nem „Juba” – amely az iraki lázadó mesterlövészek fedőneve, akik arról híresek, hogy filmre veszik az amerikai katonák elleni támadásaikat.
Matthews magához tér, és körültekintően felhívja Isaac figyelmét arra, hogy még életben van. Matthews lassan a fegyveréhez kúszik, mialatt Isaac beszélgetéssel tereli el Juba figyelmét. Matthews úgy gondolja, a mesterlövész egy közeli törmelékkupacon rejtőzik, és annak irányába lő. A port kavaró szél gyorsan elül, az orvlövész így már meglátja Matthewst és lőni kezd. Matthews a bal vállán sebesül meg, miközben a falhoz kúszik, de egy második lövés végez vele.
Isaac nem tud segítséget kérni a központból, mert a rádióantennája elveszett. Megpróbálja megjavítani egy halott kivitelező rádiójából származó alkatrésszel. Azonban rájön, a mesterlövész a korábbi csapatot saját céljaira használta fel: terve az volt, hogy azok segítséget kérjenek és így egy újabb csapatot csalogassanak a helyszínre.
Isaac hallja a mentőhelikopterek érkezését, ezért ledönti a falat, és megpróbálja megölni Jubát Matthews fegyverével – vagy legalábbis előcsalni, így a helikopterek pilótái időben észlelhetik a csapdát. Juba kétszer rálő Isaacra, de nem sikerül eltalálnia. Isaac most már tudja, hol van a mesterlövész, és leadja utolsó lövését. Isaac feláll és várja Juba következő lövését, de az nem érkezik meg. Ezért feltételezi, hogy lövése sikeres volt, és Juba megsebesült vagy meghalt. Ekkor leszállnak a helikopterek, és a mentőcsapat felveszi Isaacot és Matthewst. Amint a helikopterek felszállnak, Juba egymásután lelövi mindkettőt. Ezután rádión keresztül mentőcsapatot kér, újabb csapdát állítva.

## Szereplők
- Allen „Ize” Isaac őrmester – Aaron Taylor-Johnson
- Shane Matthews törzsőrmester – John Cena
- Juba (hangja) – Laith Nakli

## A film készítése
2014. november 12-én jelentették be, hogy az Amazon Studios megvásárolta Dwain Worrell első eredeti forgatókönyvét. Ez egy amerikai mesterlövészről szól, akit egy iraki mesterlövész egy fal mögé szorít. Worrell a forgatókönyvet akkor írta, amikor Kínában angol nyelvet tanított. Worrell drámaírói múltjából merített a forgatókönyv második felvonásának kidolgozásához, amely Isaac és az orvlövész beszélgetésére összpontosít. Worrell elmondta: „Ami engem érdekelt, az a két ember közötti egyszerű beszélgetés volt. Ezt szinte egy New York-i park padján is megtörténhetne két sakkozó között. Ez a fajta dinamika van a film szereplői között.” A forgatókönyv felkerült a 2014-es Black Listre, a legkedveltebb, még nem legyártott forgatókönyvek listájára.
2016. március 29-én Doug Limant szerződtették a thriller megrendezésére. A Glen Basner-féle FilmNation Entertainment intézte a film nemzetközi értékesítését a 2016-os cannes-i filmfesztiválon, ami lehetővé tette a moziforgalmazást.
2016. május 9-én a Variety megerősítette Aaron Taylor-Johnson csatlakozását a film szereplőgárdájához, Isaac, a fiatalabbik amerikai katona szerepében. November 29-én kiderült, hogy az Amazon a Roadside Attractions-szal közösen fogja  forgalmazni a filmet, amelyben John Cena is főszerepet kap, és cselekménye két amerikai katona történetét követi majd nyomon. Az Amazon a Big Indie Pictures és a Picrow cégekkel, illetve Dave Bartis producerrel közösen gyártotta a filmet.
A film forgatása 2016 novemberében ért véget, ekkor mutatták be az első képkockát. Nicholas Irving amerikai mesterlövész tanácsadóként vett részt a forgatáson.
Doug Liman rendező a DVD-kommentárjában elárulta, a film eredetileg happy enddel, Isaac őrmester sikeres megmentésével zárult. Az első nyilvános bemutató után Liman az Amazon stúdióhoz fordult további anyagi forrásért, hogy újraforgathassa a befejezést.

## Fordítás
- Ez a szócikk részben vagy egészben  a   The Wall (2017 film) című angol Wikipédia-szócikk ezen változatának fordításán alapul.  Az eredeti cikk szerkesztőit annak laptörténete sorolja fel. Ez a jelzés csupán a megfogalmazás eredetét és a szerzői jogokat jelzi, nem szolgál a cikkben szereplő információk forrásmegjelöléseként.